# Buka (ciudad)
Buka es una localidad ubicada en la isla homónima, capital de Bougainville y del distrito de Bougainville Norte, Papúa Nueva Guinea. Es administrada por el gobierno local rural de Buka.

## Historia
Descubierta en 1768, Buka se convirtió en la capital de la provincia de Bougainville décadas más tarde, durante la guerra civil de Bougainville en la década de 1990. La antigua capital de Bougainville, Arawa, fue destruida en 1990 cuando las tensiones alcanzaron un nivel crítico en ellevantamiento civil, que terminó en 1997. [cita requerida] El gobierno de Bougainville tiene la intención de devolver la capital a Arawa en el futuro.

## Geografía
La ciudad y la isla de Buka están separadas del extremo norte de la Isla de Bougainville por el paso de Buka. Ambas islas se encuentran en el archipiélago del norte de las Islas Salomón, y las únicas grandes que no están dentro de la nación de las Islas Salomón. La ciudad es servida por el aeropuerto de Buka. Por la forma en que está separada por la profundidad, el estrecho Pasaje de Buka, que muestra un rango de aproximadamente 980 a 3.000 pies (300 a 1.070 metros) de ancho. Con Bougainville y varios grupos de islas, forma la región autónoma de Bougainville. Una formación volcánica que mide 35 por 9 millas (56 por 14 km), Buka tiene una superficie total de 190 millas cuadradas (492 km²). Con la isla pudiendo elevarse a 1.634 pies (498 metros) en colinas en el suroeste, la isla está densamente boscosa en el interior. Las precipitaciones son abundantes, con más de 100 pulgadas (2500 mm) anuales. Los arrecifes de coral bordean las costas del sur y oeste, esta última profundamente marcada por el puerto Queen Carola.
Buka consta de tres unidades geológicas principales: una meseta de arrecifes de coral elevados, colinas empinadas y formaciones de coral de la era posterior al Pleistoceno.